# Lotidae

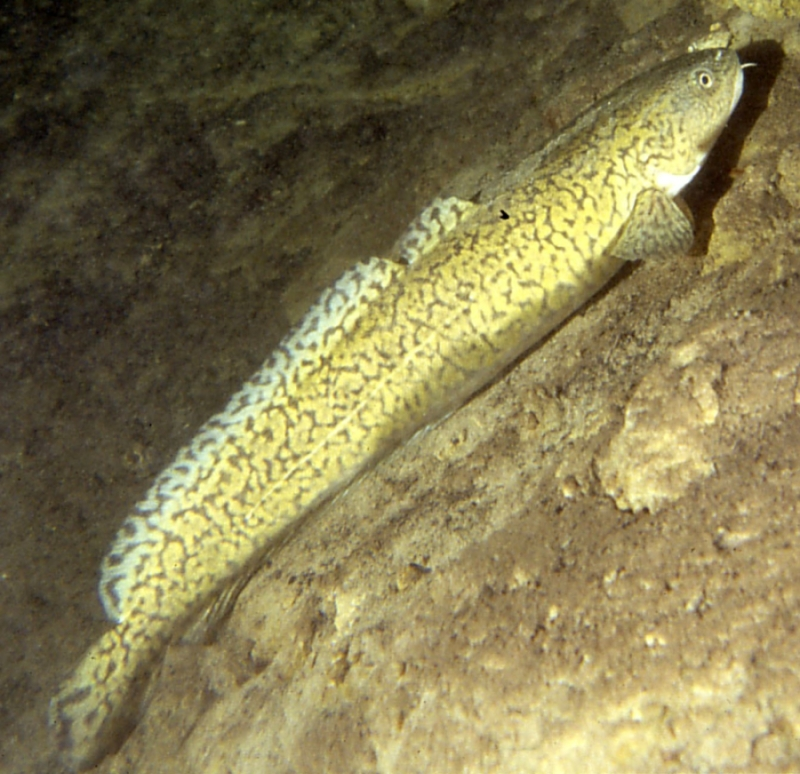
Lota (Lota lota).

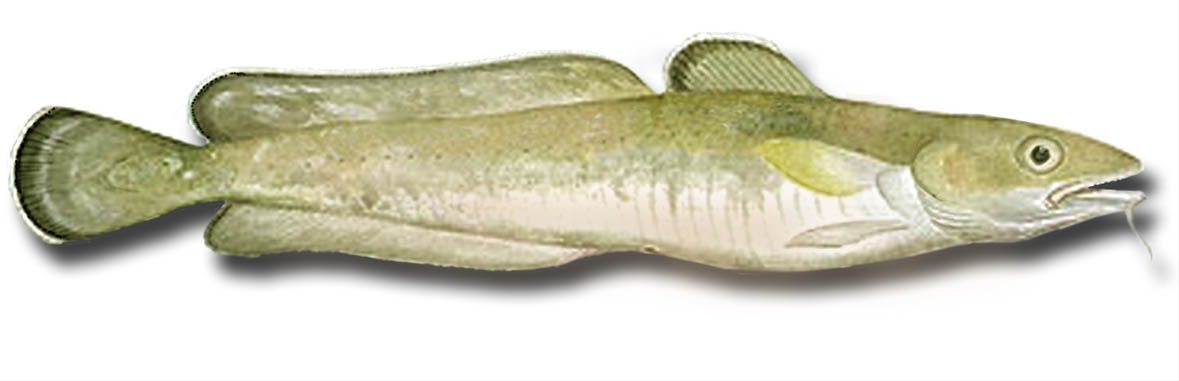
Molva molva.

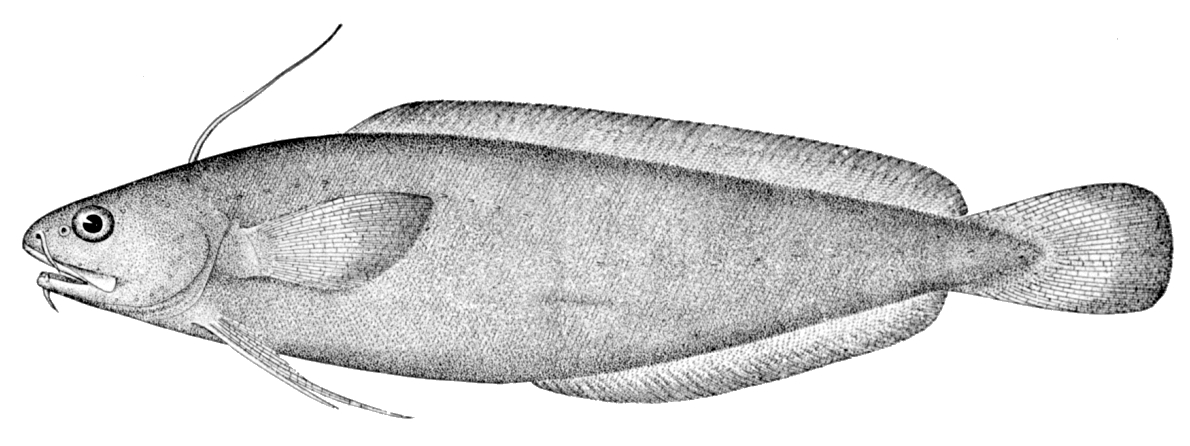
Bertorella (Gaidropsarus ensis).

Las barbadas son la familia Lotidae, peces normalmente marinos del orden Gadiformes. Su nombre procede del francés la lote, que significa bacalao -antiguamente se agrupaban en la familia de los bacalaos-.
Tienen entre una y tres aletas dorsales, pero solo una aleta anal; siempre presentan barbas en el mentón, de donde procede el nombre común de muchas de estas especies.
Casi todos son peces marinos, siendo Lota lota el único miembro de la familia que es de agua dulce, habitando en ríos circumpolares del norte.

## Géneros y especies
Aunque según ITIS no existe esta familia, incluyéndola dentro de la familia Gadidae, según FishBase es una familia independiente, en la que se consideran un total de 23 especies válidas, agrupadas en 6 géneros:
- Género Brosme (Oken, 1817)
  - Brosme brosme (Ascanius, 1772) - Brosmio
- Género Ciliata (Couch, 1832)
  - Ciliata mustela (Linnaeus, 1758) - Madreanguila o Mollareta.
  - Ciliata septentrionalis (Collett, 1875)
  - Ciliata tchangi (Li, 1994)
- Género Enchelyopus (Bloch y Schneider, 1801)
  - Enchelyopus cimbrius (Linnaeus, 1766) - Barbada, Barbuda o Reinunculo.
- Género Gaidropsarus (Rafinesque, 1810)
  - Gaidropsarus argentatus (Reinhardt, 1837) - Barbada
  - Gaidropsarus biscayensis (Collett, 1890) - Barbada
  - Gaidropsarus capensis (Kaup, 1858)
  - Gaidropsarus ensis (Reinhardt, 1837) - Bertorella
  - Gaidropsarus granti (Regan, 1903) - Barbada
  - Gaidropsarus guttatus (Collett, 1890) - Barbada
  - Gaidropsarus insularum (Sivertsen, 1945)
  - Gaidropsarus macrophthalmus (Günther, 1867) - Madreanguila
  - Gaidropsarus mediterraneus (Linnaeus, 1758) - Barbada, Bertorella o Mustelo.
  - Gaidropsarus novaezealandiae (Hector, 1874)
  - Gaidropsarus pacificus (Temminck y Schlegel, 1846)
  - Gaidropsarus pakhorukovi (Shcherbachev, 1995)
  - Gaidropsarus parini (Svetovidov, 1986)
  - Gaidropsarus vulgaris (Cloquet, 1824) - Abarbado, Barbada, Barlaña, Madra angula, Mollareta, Mostel o Palayó.
- Género Lota (Oken, 1817)
  - Lota lota (Linnaeus, 1758) - Lota
- Género Molva (Lesueur, 1819)
  - Molva dypterygia (Pennant, 1784) - Arbitán, Escolá o Maruca azul.
  - Molva macrophthalma (Rafinesque, 1810) - Arbitán, Barruenda, Escolá, Pez de bacalao o Maruca azul.
  - Molva molva (Linnaeus, 1758) - Barbada, Barruenda, Lengua de bacalá, Lingue o Maruca.